# دولتو
دولتو هي قرية في مقاطعة سردشت، إيران. عدد سكان هذه القرية هو 678 في سنة 2006.